# غريغوري إدواردز
غريغوري إدواردز (بالإنجليزية: Gregory Edwards)‏ هو فنان ورسام أمريكي، ولد في 19 يناير 1981.